# 何塞·维森特·兰赫尔
何塞·维森特·兰赫尔·巴莱（西班牙語：José Vicente Rangel Vale，1929年7月10日—2020年12月18日），委內瑞拉政治人物，曾任副总统。

## 生平
1929年生于卡拉卡斯。军阀政权时期投身于民主运动。1946年加入霍维托·比利亚尔瓦领导的民主共和党。1950年代马科斯·佩雷斯·希门内斯专政时期流亡智利数年。1958年民主政府建立后当选全国代表大会代表。曾任《号角报》编辑。1973年、1978年和1983年三次参加总统选举，均败选。1998年烏戈·查維茲当选总统后，他先后担任外交部长、国防部长、副总统等要职。2007年退休，担任顾问。2020年12月18日因心脏骤停逝世。